# ملعقة البيض
ملعقة البيض هي ملعقة متخصصة لتناول البيض المسلوق. بالمقارنة مع ملعقة الشاي، فإنها عادة ما يكون لها مقبض ووعاء أقصر، وطرف أكثر مدببًا وغالبًا وعاء أكثر. صُممت هذه الخصائص لتسهيل إزالة محتويات البيضة من القشرة، من خلال ثقب في أحد الطرفين. في الممارسة العملية، قد تكون فوائد ملعقة البيض مقارنة بملعقة الشاي غير ملحوظة، خاصة عند تناول بيضة كبيرة. ونتيجة لذلك، فإن ملاعق البيض المسلوق ليست شائعة في أدوات المائدة أو خدمات المائدة الحديثة أو العتيقة. ومع ذلك، فإن الحجم الصغير لملعقة البيض المسلوق يجعلها مناسبة تمامًا للبيض الصغير.
نظرًا لأن الكبريت الموجود في البيض يمكن أن يشوه الفضة، فإن ملاعق البيض الفضية عالية الجودة تحتوي على طبقة ذهبية فوق وعاء الملعقة. يمكن أيضًا تصنيع ملاعق البيض من القرن والخزف والفولاذ المقاوم للصدأ، بالإضافة إلى أي مادة أخرى لا تتفاعل مع الكبريت.

## معرض الصور

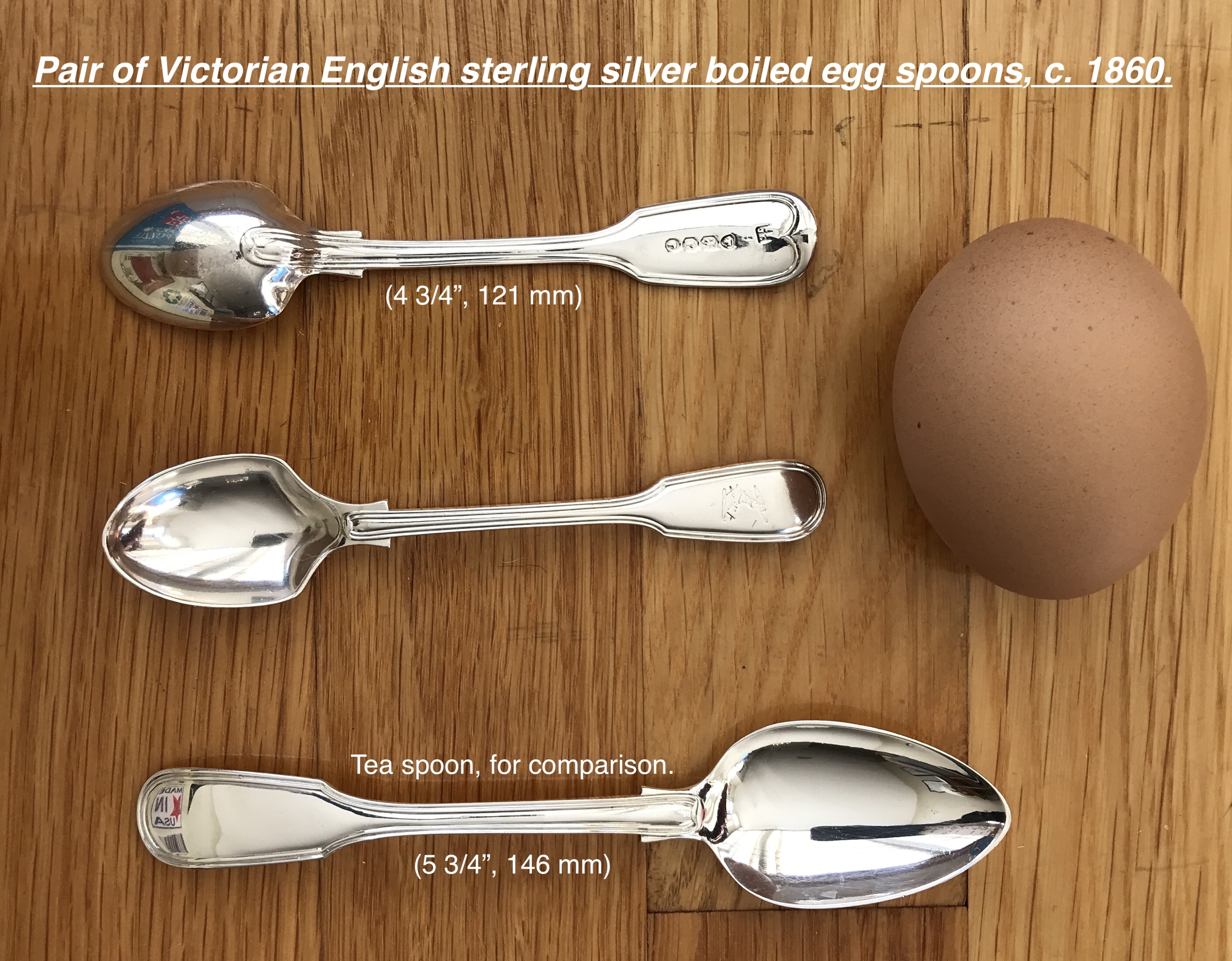
زوج من ملاعق البيض المسلوق المصنوعة من الفضة الإسترلينية من العصر الفيكتوري
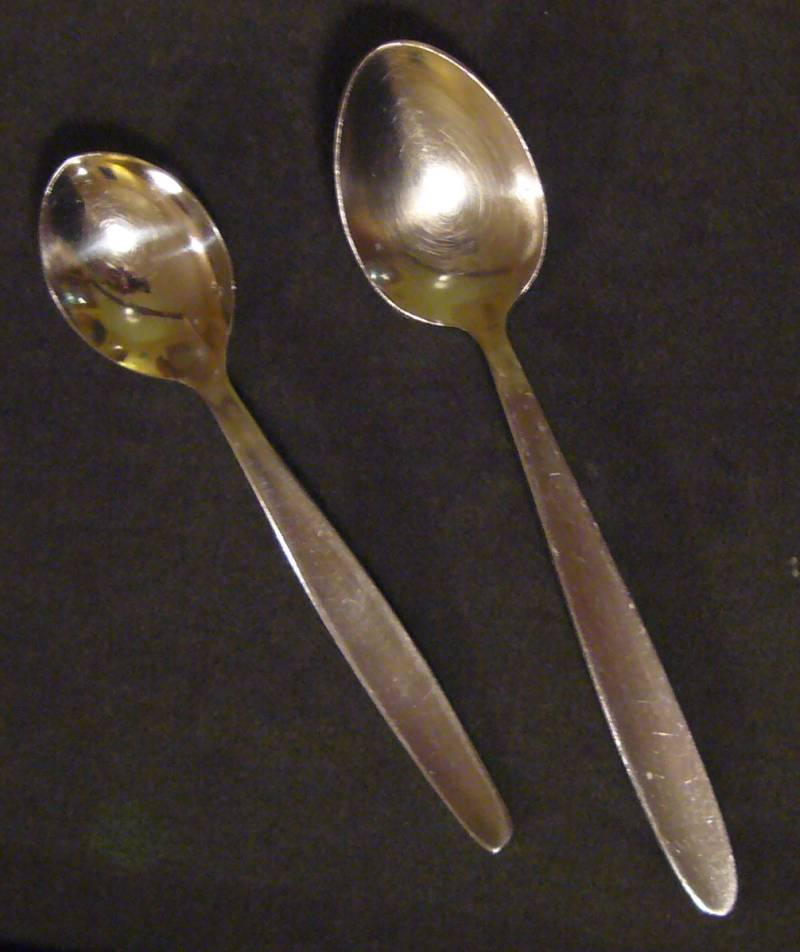
ملاعق البيض

## وصلات خارجية
- ملاعق وأكواب فضية عتيقة - معلومات ونصائح ومبيعات.
- كيف يتفاعل الفضة مع البيض؟
- انظر تعريف ملعقة البيض التي تحتوي على وعاء ذهبي. نسخة محفوظة 2021-07-30 على موقع واي باك مشين.